# Gone Abie Gone
Gone Abie Gone (en Hispanoamérica ¿Dónde estás, abuelo? y en España Adiós, Abie, adiós) es el cuarto episodio de la vigesimocuarta temporada de la serie de animación Los Simpson. Se emitió originalmente el 11 de noviembre de 2012 en Estados Unidos por Fox y el 14 de abril de 2013 en Hispanoamérica.

## Sinopsis
Homer recibe una gran suma de dinero al adolescente de la voz chillona que derrama anillos calientes de cebolla en él. Homer usa el dinero como un fondo para la universidad para Lisa y planea ponerlo en un banco, pero Lenny y Carl le advierten que los bancos no son tan seguros como antes. Tras esta advertencia, en su lugar pone el fondo en un sitio de póker en línea, que horroriza a Lisa. Eventualmente, sin embargo, Lisa encuentra placer en juego su fondo para la universidad a los demás ciudadanos de Springfield, el aumento de la cantidad de dinero con cada victoria. El juego pronto se cobra su peaje en Lisa. Durante un juego, ella con arrogancia decide apostar todo su dinero, pero está muy disgustada cuando uno de los otros jugadores, resultó ser Sideshow Bob, por lo tanto Bob gana todo el dinero. Entristecida, Lisa cierra el juego. Bart entonces se acerca a ella, admite que él estaba usando la imagen Sideshow Bob cada vez que juega en línea. Desafortunadamente, el sitio de póker descubren que Bart y Lisa son menores de edad, por lo que les devuelve solamente los $5.000 dólares del comienzo. Cuando se le preguntó por qué lo hizo, Bart admite que él realmente ama a Lisa y se compadeció de ella, y luego le exige no decir a nadie acerca de este intercambio.
Mientras tanto, Homer y Marge llegan al Castillo de Retiro de Springfield a visitar al Abuelo. Allí, el personal les informa de que el abuelo había estado desaparecido durante un tiempo. Buscando en su habitación en busca de pistas, encuentran una foto de Spiro, un restaurante en el que el abuelo trabajaba antes. Homer está perplejo por esto, no recuerda que el abuelo hubiese trabajado en este restaurante. Los dos van a Spiro y hablan con el gerente, quien les señala la dirección de Rita LaFleur, una cantante que trabajó junto abuelo. Homer y Marge van a la casa de Rita, quien les dice que ella estaba casada con el Abuelo, que ni siquiera Homer sabía esto durante su infancia. La relación terminó, sin embargo, cuando Homer sufrió un accidente de coche, el abuelo decidió quedarse para cuidar de él, en lugar de acompañar a Rita a Europa para una gira musical que los dos habían estado planeando juntos. Impresionado por la revelación, Homer se siente un nuevo respeto por su padre a causa de los sacrificios que hizo por el bien de él. Él y Marge luego van a una bodega donde el abuelo siempre iba y lo encuentran trabajando allí. El abuelo se niega a volver a la casa de retiro, pero cambia de opinión cuando Homer promete que la familia lo visite con más frecuencia.

## Recepción
Fue vista por más de 6,68 millones de personas, siendo el programa más visto de la fox en esa noche, superando el programa de Bob's Burgers y Padre de Familia. El episodio fue repetido el 23 y 30 de diciembre, siendo visto por 5,54 millones de personas el día 23 y 6,69 millones el día 30.

## Críticas
Robert David Sullivan de The A.V. Club le dio al episodio una C +, comentando que la subtrama Homer-abuelo era "otra historia delgada con poca chispa satírica, y ni siquiera obtiene gran parte de el Abuelo Simpson y la trama secundaria, Lisa como "especialmente inconsecuente ".